# Фридрих III (Харцгау)
Вижте пояснителната страница за други личности с името Фридрих III.
Фридрих III фон Харцгау (на немски: Friedrich III von Harzga; † юли 1002/ 15 март 1003) е граф в Харцгау и Нордтюринггау (961 – 1002) и пфалцграф на Саксония (995 – 1002).
Той е вероятно син на граф Фридрих II фон Харцгау († 945, упр. 937 – 945) или на неговия син граф Фолкмар I фон Харцгау († пр. 961) и внук на граф Фридрих II фон Харцгау, който е единственият син на граф Фридрих I фон Харцгау (упр. 875/80) и Биа († сл. 937), дъщеря на граф Рикдаг и на Емхилда.
Вероятно е брат на Рикберт II граф в Харцгау († пр. 961), на Унего, и на Фолкмар († 18 юли 969), архиепископ на Кьолн (965 – 969), и на сестра, омъжена за граф Деди II фон Хасегау († 13 юли 982).
През 983 г. Фридрих III участва в събиране на саксонските големи. През 993 г. Фридрих участва в похода на Екехард I фон Майсен против лютичите. През 995 г. Фридрих е пфалцграф и през юли 1002 г. е в свитата на новоизбрания крал Хайнрих II в Мерзебург. Малко след това той умира.

## Деца
Фридрих III фон Харцгау има (според Х. Лудат) вероятно два сина:
- Рикберт фон Харцгау († 9 февруари ок. 1022)
- Фолкмар II фон Харцгау († 1 септември 1015)